# 사카카
사카카(아랍어: سكاكا)는 사우디아라비아의 북서부에 위치한 도시이다. 네푸드 사막의 북쪽에 위치한 오아시스 도시로 자우프 주의 주도이다. 2010년 기준으로 인구는 24만 2813명이다.
사카카는 풍부한 농업용수가 있는 도시로, 주요 농산물인 대추야자와 올리브 뿐만 아니라 많은 농업 프로젝트가 실행되고 있다. 주위의 농장 수는 16,000개에 달해 사우디아라비아 최대의 유기농 농장인 와타니아 농장 등 대규모 농업 사업이 활발히 진행되고 있다.

## 개요

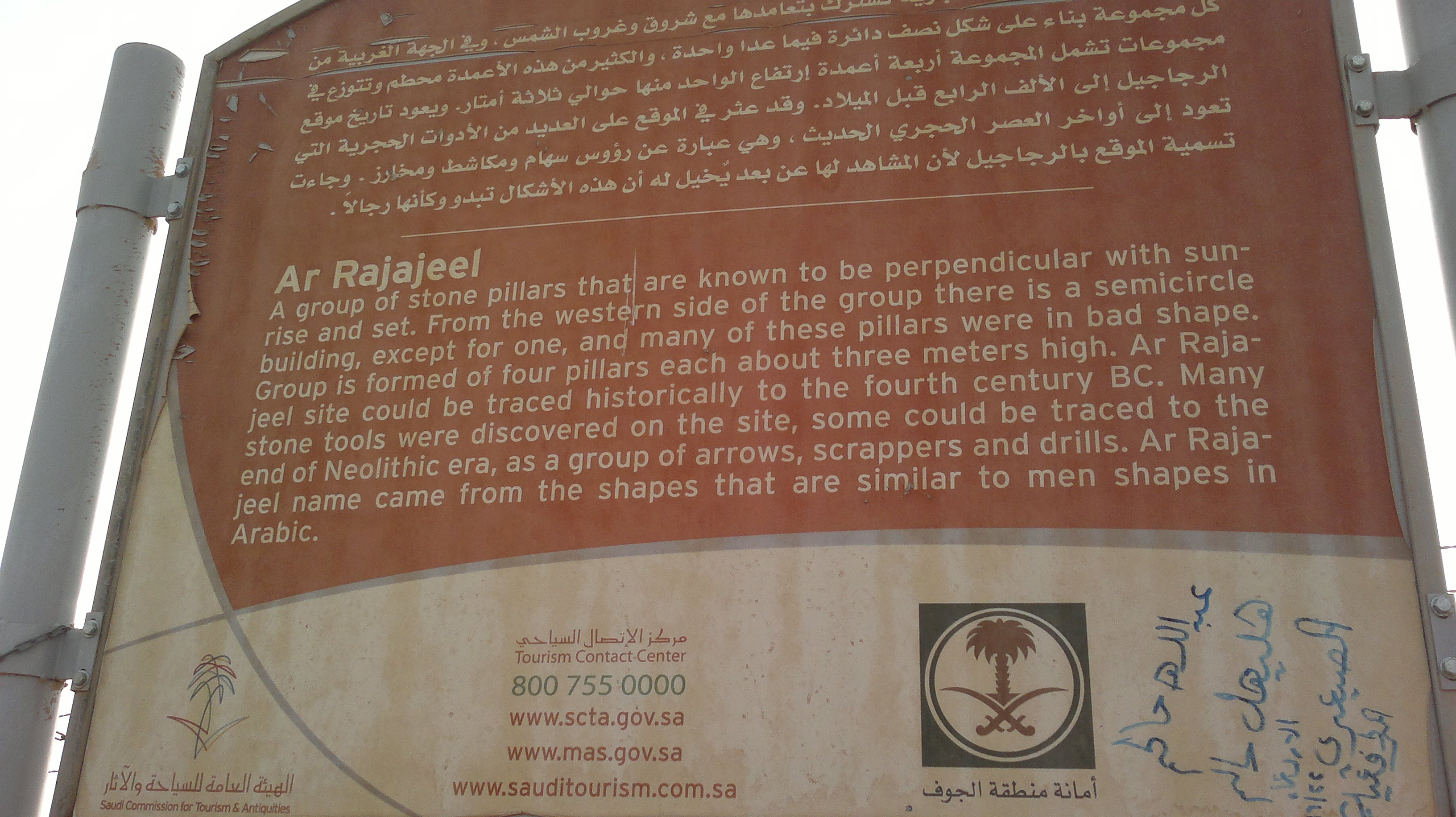
라자알리 입석 안내판
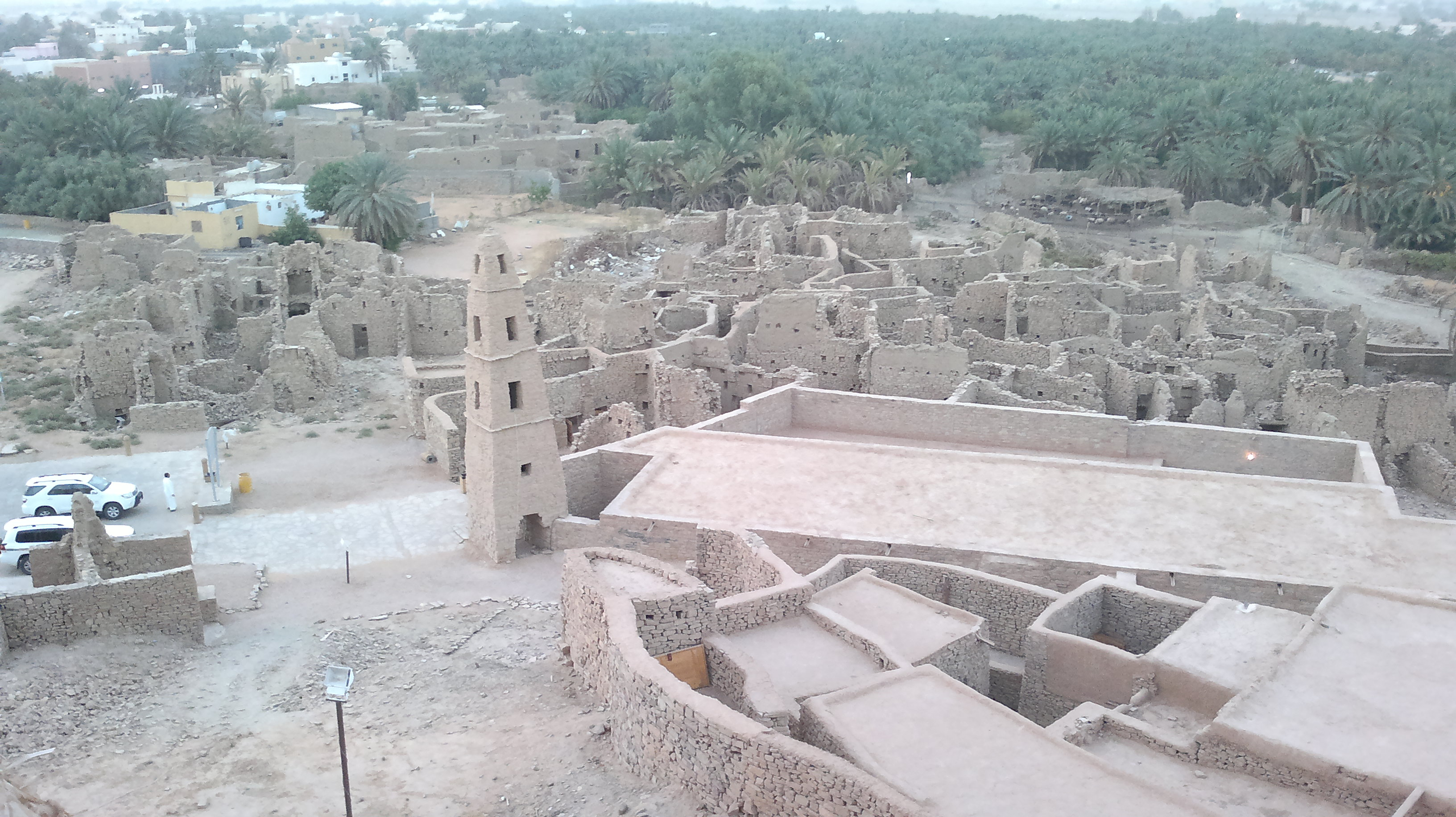
오마르 모스크
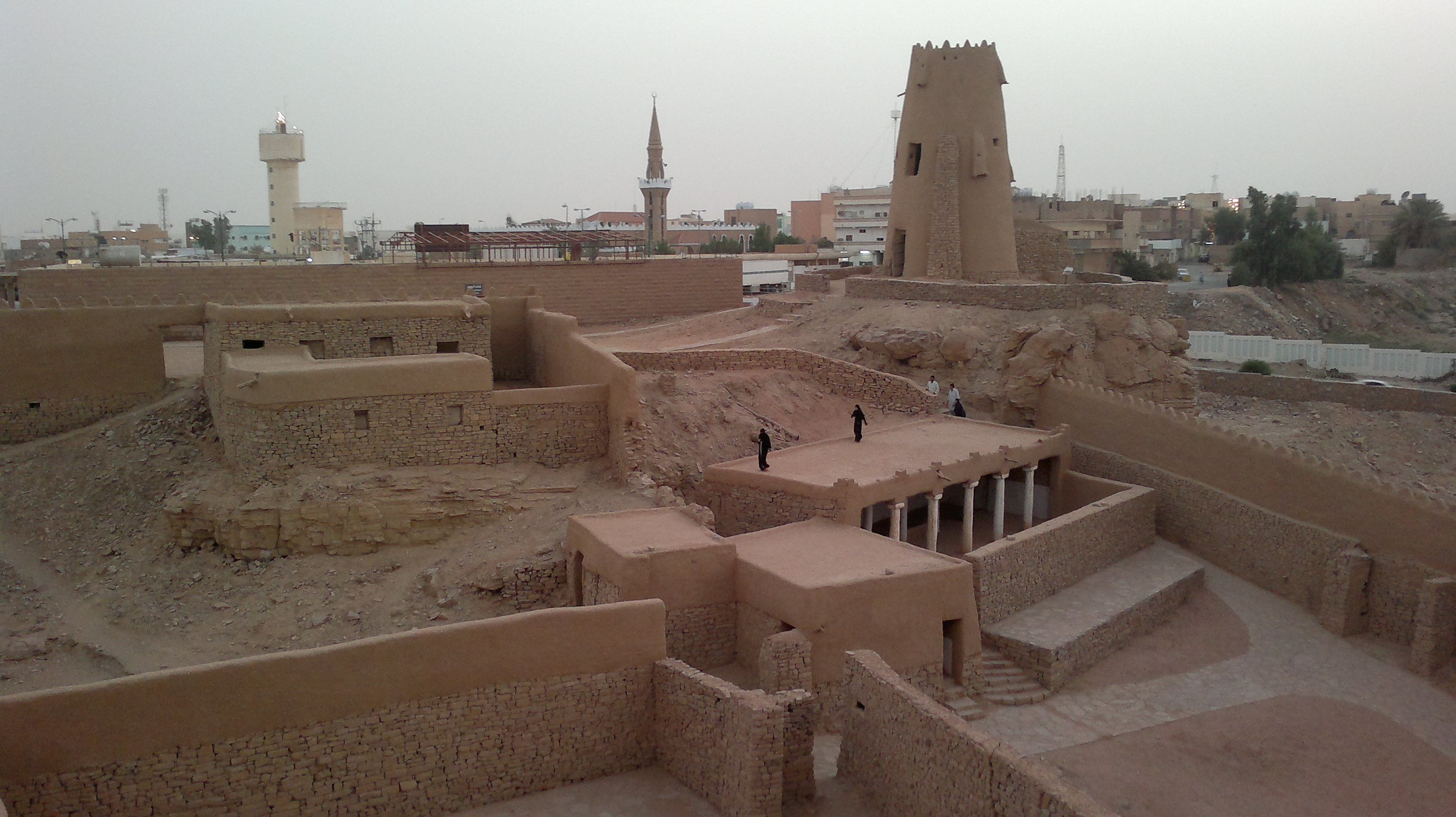
마르드 성

사카카는 4000년 이상의 역사를 지니며, 라자알리 입석, 오마르 모스크, 마르드 성 등 다양한 사적이 존재한다.
사우디아라비아 각지에서는 최근 급속히 개발이 진행되고 있지만 경제적으로 낙후된 지역인 이 지역을 지원하기 위해 사우디아라비아 정부는 자우프 주, 특히 주도인 사카카에 많은 투자를 하고 있다. 따라서 사카카에서는 수리를 요하는 옛 건물과 유적에 인접하여 새로운 정부 청사나 병원, 학교 등 공공 건축물이 대량으로 건설되었다. 2005년에 설립된 알자우프 대학교는 빠르게 규모가 커져갔으며, 이 도시는 대학 도시로서의 기능을 가지게 되었다.

## 기후
사카카는 쾨펜의 기후 구분에서 고온 사막 기후 (BWh)에 속한다.
| 사카카의 기후                           | 사카카의 기후 | 사카카의 기후 | 사카카의 기후 | 사카카의 기후 | 사카카의 기후 | 사카카의 기후 | 사카카의 기후 | 사카카의 기후 | 사카카의 기후 | 사카카의 기후 | 사카카의 기후 | 사카카의 기후 | 사카카의 기후 |
| 월                                      | 1월           | 2월           | 3월           | 4월           | 5월           | 6월           | 7월           | 8월           | 9월           | 10월          | 11월          | 12월          | 연간          |
| --------------------------------------- | ------------- | ------------- | ------------- | ------------- | ------------- | ------------- | ------------- | ------------- | ------------- | ------------- | ------------- | ------------- | ------------- |
| 일평균 최고 기온 °C (°F)                | 15.5 (59.9)   | 18.8 (65.8)   | 23.4 (74.1)   | 29.3 (84.7)   | 34.2 (93.6)   | 37.8 (100.0)  | 39.4 (102.9)  | 39.4 (102.9)  | 38.1 (100.6)  | 32.6 (90.7)   | 23.2 (73.8)   | 17.3 (63.1)   | 29.1 (84.3)   |
| 일일 평균 기온 °C (°F)                  | 9.7 (49.5)    | 12.6 (54.7)   | 16.7 (62.1)   | 22.6 (72.7)   | 27.5 (81.5)   | 31 (88)       | 32.9 (91.2)   | 32.8 (91.0)   | 31 (88)       | 25.5 (77.9)   | 17.2 (63.0)   | 11.2 (52.2)   | 22.6 (72.7)   |
| 일평균 최저 기온 °C (°F)                | 4 (39)        | 6.5 (43.7)    | 10 (50)       | 15.9 (60.6)   | 20.8 (69.4)   | 24.2 (75.6)   | 26.4 (79.5)   | 26.2 (79.2)   | 23.9 (75.0)   | 18.4 (65.1)   | 11.2 (52.2)   | 5.2 (41.4)    | 16.1 (60.9)   |
| 평균 강수량 mm (인치)                   | 11 (0.4)      | 4 (0.2)       | 9 (0.4)       | 13 (0.5)      | 0 (0)         | 2 (0.1)       | 0 (0)         | 0 (0)         | 0 (0)         | 10 (0.4)      | 6 (0.2)       | 9 (0.4)       | 64 (2.6)      |
| 출처: Climate-Data.org (altitude: 550m) |               |               |               |               |               |               |               |               |               |               |               |               |               |

## 같이 보기
- 사우디아라비아의 도시 목록